# Пивоварова, Ольга Иосифовна
О́льга Ио́сифовна Пивова́рова (29 января 1956, Свердловск, Луганская область, Украинская ССР, СССР) — советская гребчиха, серебряный призёр Олимпийских игр. Заслуженный мастер спорта СССР (1978).

## Карьера
На Олимпиаде в Москве Ольга в составе восьмёрки выиграла серебряную медаль.
Двукратная чемпионка мира и серебряный призёр чемпионата.